# 1903 în film
- 1902 în cinematografie — 1903 în cinematografie — 1904 în cinematografie

## Premiere
- A Daring Daylight Burglary, de Frank Mottershaw
- Ali Baba and the Forty Thieves
- Alice in Wonderland
- Capital Execution
- Electrocuting an Elephant
- Fairyland: A Kingdom of Fairies
- The Great Train Robbery, de Edwin S. Porter
- The Infernal Boiling Pot
- Life of an American Fireman
- The Magic Lantern, produs de Georges Méliès
- Le Melomane
- Runaway Match, possibly the first car chase on film
- Uncle Tom's Cabin
- Vie et Passion du Christ
- What Happened in the Tunnel